# Berseba-Nama
Die Berseba-Nama, eigentlich ǀHai-ǀkhauanKlicklaut, ehemals auch Isaak-Nama bzw. Goliath-Nama, sind eine Volksgruppe der Nama, einer Orlam-Gesellschaft in Namibia. Sie sind nach ihrem Siedlungsgebiet um die Ortschaft Berseba benannt.

## Geschichte
Die Orlam hatten sich im 18. Jahrhundert gebildet und waren in Pella und Clanwilliam in Südafrika beheimatet. Ab 1815 zogen sie in mehreren Zügen, der besseren Weide- und Jagdgründe wegen, nach Norden über den Oranje und ließen sich dort nahe der Missionsstation Bethanien nieder. Sie siedelten später, vor allem nach Verdrängung durch die Bethanien-Nama, um Berseba. Als eine der wenigen Gesellschaften überdauerten die Berseba-Nama fast unbeschadet die Kolonial- und Apartheidszeit.
Der Clan war seit mindestens 1956, aber auch schon vorher ab 1870, in die Lager Isaak und Goliath zerstritten. Erst die Einrichtung einer Traditionellen Verwaltung 2012 brachte mit der Anerkennung von Johannes Isaak als Kaptein und Stephanus Goliath als seinem Vize teilweise Abhilfe.